# Sipario sulla morte
Sipario sulla morte (Enter Murderers) è un romanzo giallo del 1963 scritto da Henry Slesar.
È il numero 739 della serie Il Giallo Mondadori.

## Trama
Un gruppo di giovani attori sta per esser sfrattato da un magazzino che doveva fungere da loro teatro. Per evitare lo sfratto dal locatore, il gruppo di giovani inscenana un falso omicidio, un falso processo e una falsa prigionia del locatore.
Una mattina il locatore viene trovato morto nella falsa prigione.

## Personaggi
- Stephen Step Sutter: Aspirante attore con un passato da studente di giurisprudenza
- Luis Sutter: padre di Stephen
- Edward C. Brandshaft: Presidente dalla immobiliare
- Vicki Brandshaft: figlia di Edward
- Cile Alvarez: aspirante attore
- Dee Dee Monalian: aspirante attore
- Vinge Whiting: aspirante attore
- Polo Dobek: aspirante attore
- Warren Harkness: aspirante attore
- Sammy Shulhz: aspirante attore
- Blackie Daggert: regista teatrale
- Myron: Tecnico di scena
- Florece Cook: Signora benefattrice appassionata di teatro

## Edizioni
- Henry Slesar, Sipario sulla morte, collana Il Giallo Mondadori n° 739, 1963  [1960],  p. 175.